# Viktor Orlov (ur. 1936)
Viktor Alekseyevich Orlov, ros. Виктор Алексеевич Орлов, Wiktor Aleksiejewicz Orłow (ur. 9 kwietnia 1936, Turkmeńska SRR) – uzbecki piłkarz, grający na pozycji pomocnika, trener piłkarski.

## Kariera piłkarska
W 1954 rozpoczął karierę piłkarską w zespole Spartak Aszchabad, który potem zmienił nazwę na Kolhozçi. Pełnił funkcje kapitana drużyny. W 1960 został zaproszony do Paxtakoru Taszkent. W 1964 odszedł do Politotdielu Yangibozor. Potem występował w FK Akkurgan, w którym zakończył karierę piłkarza.

## Kariera trenerska
Po zakończeniu kariery piłkarza rozpoczął pracę szkoleniowca. Najpierw pomagał trenować piłkarzy. W 1972 pracował jako asystent trenera w klubie Zarafszan Nawoj. W 1976 prowadził Dinamo Samarkanda. W 1989 stał na czele Köpetdagu Aszchabad.